# Espasol

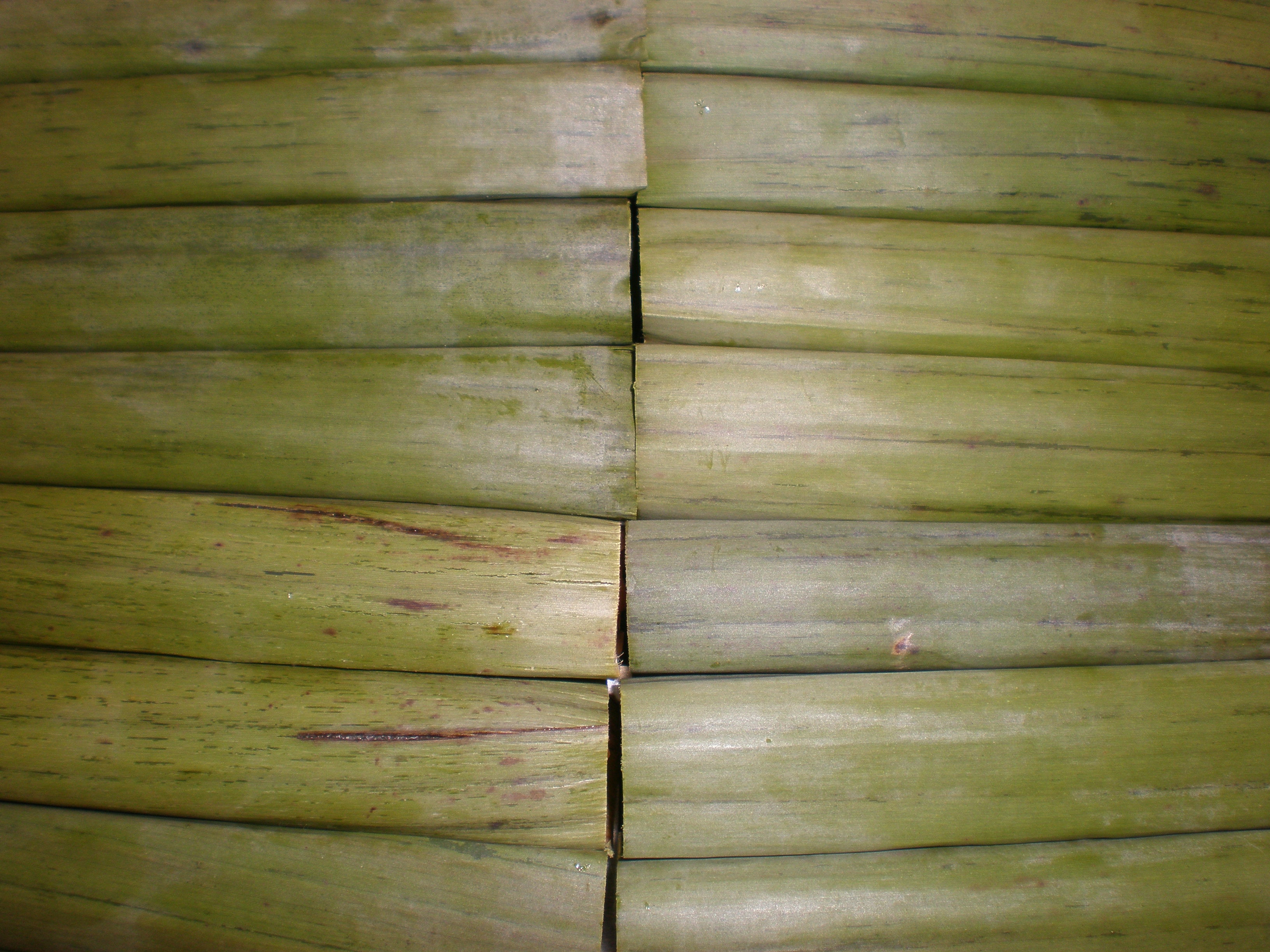
Espasol amb fulles de banana.

L'Espasol és un pastís d'arròs amb forma cilíndrica molt típic de la gastronomia de les Filipines, originari de la província de Laguna. S'elabora amb arròs basmati cuinat amb llet de coco.